# I Liceum Ogólnokształcące im. Marcina Wadowity w Wadowicach

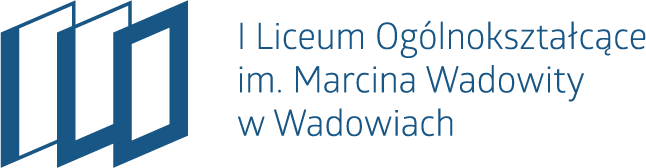
Logo szkoły

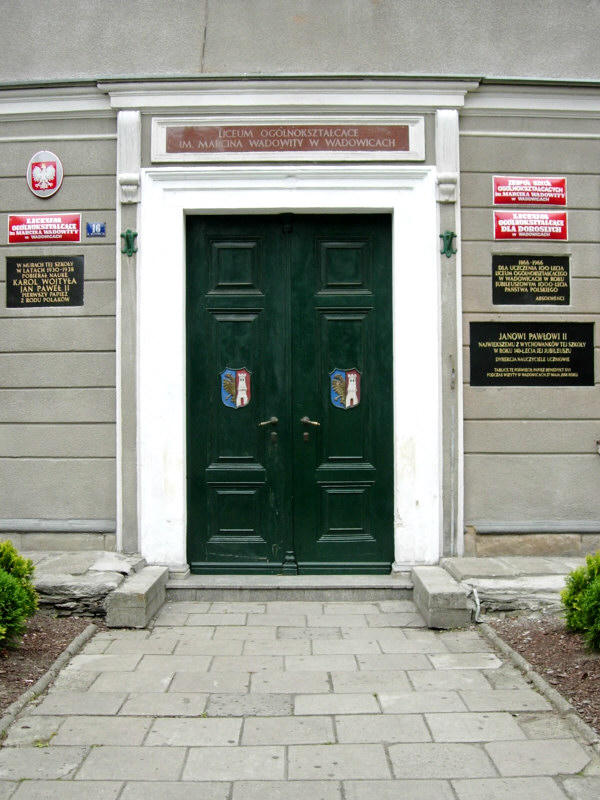
Wejście do szkoły

I Liceum Ogólnokształcące im. Marcina Wadowity – najstarsza szkoła ponadpodstawowa w Wadowicach.

## Historia
Szkoła została utworzona w 1866 roku jako czteroklasowe niższe gimnazjum humanistyczne. W 1875 r. oddano do użytku gmach gimnazjum przy ul. Mickiewicza 16 (do 1898 ul. Wiedeńska), gdzie szkoła ma do dziś swą siedzibę.
W swojej historii szkoła nosiła następujące nazwy: C.K. Niższe Gimnazjum (w latach 1866–1870), C.K. Realne i Wyższe Gimnazjum (1870–1882), C.K. Gimnazjum (1882–1918), Państwowe Gimnazjum (1918–1938, od 1925 im. Marcina Wadowity), Państwowe Liceum i Gimnazjum im. Marcina Wadowity (1938–1948; po wejściu w życie tzw. reformy jędrzejewiczowskiej szkoła miała charakter męski, a wydział liceum ogólnokształcącego był prowadzony w typie humanistycznym), Państwowa Szkoła Ogólnokształcąca st. Licealnego im. Marcina Wadowity (1948–1952), Liceum Ogólnokształcące (1952–1966), Liceum Ogólnokształcące im. E. Zegadłowicza (1966–1976), Zespół Szkół Ogólnokształcących im. E. Zegadłowicza (1976–1981), Zespół Szkół Ogólnokształcących im. Marcina Wadowity (1981–2013), I Liceum Ogólnokształcące im. Marcina Wadowity (od 2013).
Pod koniec lat 30. szkoła funkcjonowała pod adresem ulicy Rynek Główny 1.

## Dyrektorzy
Kalikst Kruczkowski (w latach 1866–1872), Teodor Stahlberger (1872–1876), Teofil Malinowski (1876, tymczasowo), Antoni Krygowski (1876–1887), Michał Frąckiewicz (1887, tymczasowo), Seweryn Arzt (1887–1907), Jakub Zachemski (1907–1908), Jan Doroziński (1908–1924), Jan Pollner (1924, tymczasowo), Henryk Gawor (1924–1931), Franciszek Gwiżdż (1931–1933), Jan Królikiewicz (1933–1939, 1945–1953), Julian Cora (1953–1954), Kazimierz Foryś (1954–1970), Tadeusz Janik (1970–1985), Roman Lebiedzki (1985–1995), Tadeusz Szczepański (1995–2005), Jan Szewczyk (2005–2008), Barbara Dulban-Chmielowska (2008, w zastępstwie dyrektora), Janina Turek (2008–).

## Nauczyciele
- Walerian Heck
- Franciszek Jun
- Stanisław Matuszewski[3][4][5]
- Maksymilian Wiśniowiecki

## Absolwenci i uczniowie
- Józef Bilczewski (abs. 1880)
- Marta Bizoń (abs. 1989)
- Leszek Bogunia (abs. 1959)
- Franciszek Bossowski (abs. 1897)
- Janina Brzostowska (abs. 1916)
- Kazimierz Buchała (abs. 1947)
- Janusz Bujnicki (abs. 1994)
- Andrzej Chramiec (abs. 1879)
- Walerian Czuma (abs. 1911)
- Józef Ćwiertniak (abs. 1914)
- Witold Damasiewicz (abs. 1937)
- Wojciech Dobija (abs. 1878)
- Jerzy Dobrodzicki
- Stefan Essmanowski (abs. 1917)
- Jan Fijałek (abs. 1947)
- Ignacy Fik (ucz. 1915–1921)
- Ewa Filipiak (abs. 1976)
- Wilhelm Fryś (abs. 1890)
- Franciszek Gabryl (abs. 1886)
- Eugeniusz Geppert (abs. 1908)
- Ludwik Glatman
- Mikołaj Grabowski (abs. 1964)
- Józef Guzdek (abs. 1975)
- Jerzy Roman Jaglarz (abs. 1956)
- Albin Jura (abs. 1902)
- Jan Kądziela (abs. 1915)
- Mateusz Klinowski (abs. 1997)
- Janusz Kotlarczyk (abs. 1949)
- Mieczysław Kotlarczyk (abs. 1926)
- Leopold Lis-Kula (abs. 1915)
- Stefan Luranc (abs. 1914)

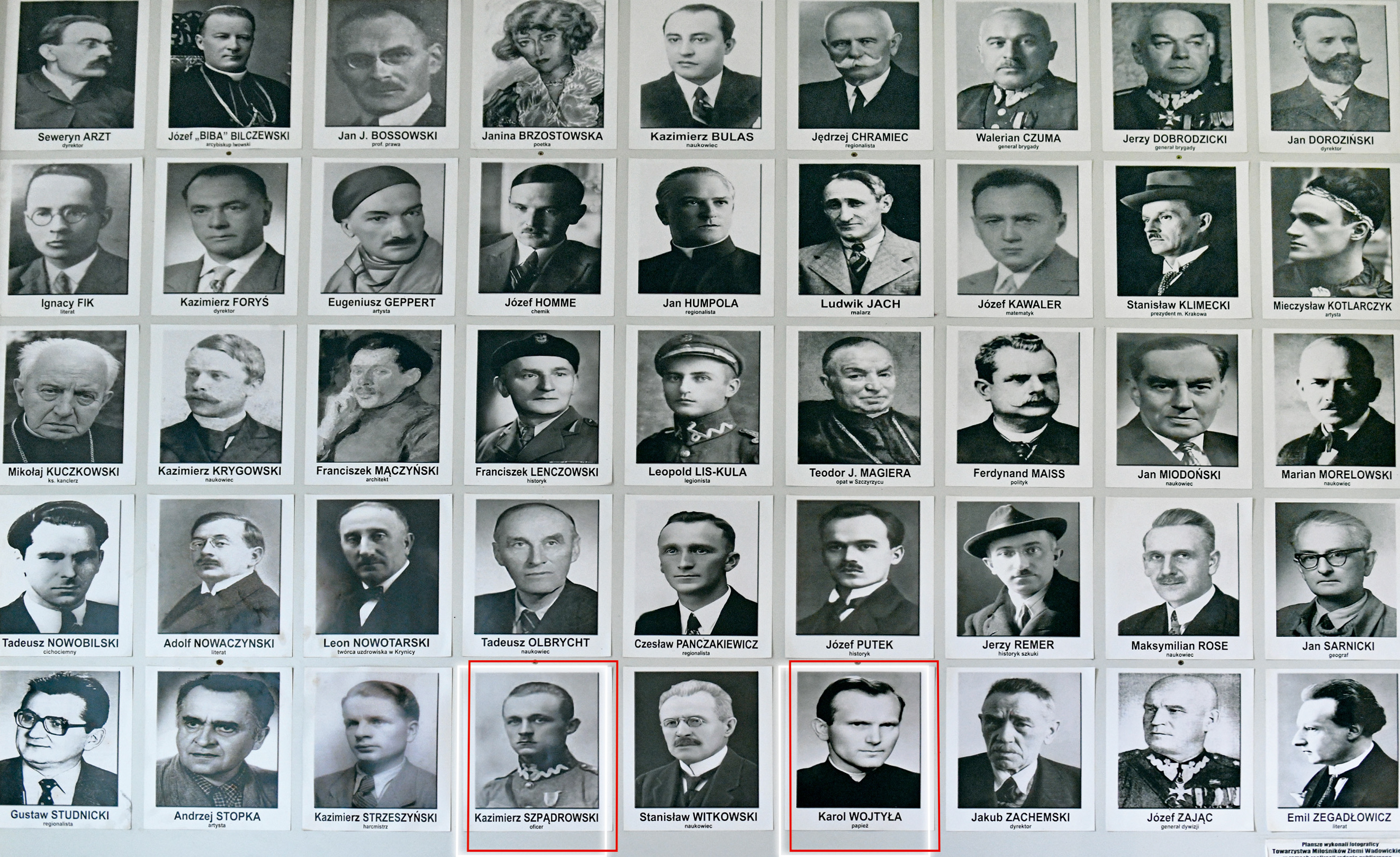
Tablica prezentująca znanych absolwentów Gimnazjum im. M. Wadowity

- Maksymilian Milan-Kamski (abs. 1915)
- Władysław Nikliborc (abs. 1916)
- Tadeusz Nowobilski (abs. 1937)
- Brunon Olbrycht (abs. 1915)
- Włodzimierz Pitułej (ucz. do 1916)
- Urban Przyprawa (abs. 1902)
- Józef Putek (ucz. 1902–1910)
- Maksymilian Rose (abs. 1902)
- Barbara Sołtysik (abs. 1959)
- Edward Staniek (abs. 1959)
- Gustaw Studnicki (abs. 1952)
- Kazimierz Szpądrowski (abs. 1916)
- Jan Szybowski
- Zbigniew Teplicki (abs. 1950)
- Władysław Turyczyn (abs. 1913)
- Czesław Wądolny
- Stanisław Witkowski (abs. 1887)
- Edmund Wojtyła
- Karol Wojtyła – Jan Paweł II (abs. 1938)
- Tadeusz Zachariasiewicz (abs. 1890)
- Bolesław Zając (abs. 1910)
- Józef Ludwik Zając (abs. 1909)
- Stefan Zając (abs. 1914)
- Tadeusz Zapałowicz (abs. 1878)
- Emil Zegadłowicz (abs. 1906)